# Perrier (Puy-de-Dôme)
Perrier é uma comuna francesa na região administrativa de Auvérnia-Ródano-Alpes, no departamento Puy-de-Dôme. Estende-se por uma área de 6,38 km². Em 2010 a comuna tinha 908 habitantes (densidade: 142,3 hab./km²).